# Epileptochirurgie
Epileptochirurgie je oblastí chirurgie respektive neurochirurgie, která se věnuje léčbě epilepsií. Díky rozvoji nových diagnostických a terapeutických metod se postupně spektrum epileptochirurgických výkonů rozšiřuje. Výkony se někdy rozdělují na výkony kurativní (léčebné), kde je cílem úplné odstranění záchvatů a na výkony paliativní, kde je možné pouze snížení počtu záchvatů (nebo odstranění záchvatů pro pacienta nejvíce ohrožujících). Podstatou kurativních výkonů je odstranění funkčně změněné tkáně, která je zodpovědná za vznik záchvatů. Hovoříme o konceptu tzv. epileptogenní zóny, která je definovaná jako část mozku, ze které u daného pacienta záchvaty vycházejí a jejímž odstraněním tyto záchvaty vymizí. Zároveň však musí být zachována bezpečnost resekce, tedy rizika a nežádoucí důsledky operace nesmí překročit přínos operace. Cílem předoperační diagnostiky je co nejpřesněji určit epileptogenní zónu a posoudit její vztah k elokventním (funkčně významným) částem mozku.

## Základní předpoklady pro epileptochirurgickou léčbu[4]
- Farmakorezistentní epilepsie
- Očekávané zvýšení kvality života při potlačení záchvatů
- Případná rizika operačního zákroku nepřevyšují jeho očekávaný přínos
- Pozitivní motivace nemocného, případně jeho zákonného zástupce

Farmakorezistentní epilepsie je definovaná jako epilepsie, u které selhala terapie dvou adekvátně vybraných antiepileptik užívaných v maximálních tolerovatelných dávkách (ať už v monoterapii nebo kombinaci) a přetrvávají záchvaty významně ovlivňující kvalitu života. Tito pacienti jsou indikovaní k vyšetření v centru pro léčbu epilepsie. Zastoupení farmakorezistentních pacientů se odhaduje na 20-30% pacientů s epilepsií.

## Předoperační vyšetření
Pro správnou indikaci epileptochirurgického operačního řešení, a tedy i šance na úspěšnost operačního výkonu, je nezbytné podrobné předoperační zhodnocení.

### Základní součásti předoperačního vyšetření zahrnují:[4]
- Detailní anamnéza s vyloučením „pseudofarmakorezistence“
- Objektivní neurologické vyšetření
- Interiktální EEG vyšetření
- Adekvátní MR vyšetření mozku
- Neinvazivní či semiinvazivní video-EEG monitorování se zachycením typických záchvatů
- Neuropsychologické a klinicko-psychologické vyšetření

### Další možná vyšetření předoperačního vyšetření
- Interiktální PET
- Iktální SPECT (event. SISCOM)
- Intrakarotický amobarbitalový/metohexitalový (Wada) test
- MR spektroskopie
- Funkční MR
- Psychiatrické vyšetření
- Invazivní video-EEG vyšetření (po implantaci elektrod)
- Peroperační elektrokortikografie (jako součást operačního výkonu)

## Epileptochirurgická centra v České republice
V České republice je chirurgická léčba epilepsie soustředěna do center vysoce specializované péče pro farmakorezistentní epilepsie. K 1.1.2018 dle Ministerstva zdravotnictví České republiky má tento status:

### Pro dospělé a děti
- Centrum pro epilepsie Motol - dětská a dospělá část
- Centrum pro epilepsie Brno - dětská a dospělá část

### Pro dospělé
- Centrum pro epilepsie v Nemocnici Na Homolce

## Druhy epileptochirurgických výkonů

### Resekční výkony
Resekční výkony se dělí:
a) Podle operované oblasti – temporální, extratemporální (frontální, parietální, okcipitální)
b) Zda je přítomná strukturální léze či nikoliv – lezionektomie x kortikální resekce

### Temporální resekce
Resekce části temporálního laloku patří k vůbec nejčastějším epileptochirurgickým výkonům. Standardizované operace v temporálních oblastech zahrnují:
1. Anteromediální temporální resekci
2. Selektivní amygdalohipokampektomii
3. Přední temporální lobektomii

### Extratemporální resekce
Zahrnují operace v oblasti frontálního, parietálního či okcipitálního laloku. Zde hraje roli při diagnostice, možnosti a úspěšnosti, zda jde o epilepsii lezionální, nebo nelezionální (tedy zda je přítomný korelát na MR či nikoliv).

### Lezionektomie
Jde o odstranění léze způsobující fokální epilepsii. Používá se u pacientů s dobře definovanou strukturální abnormitou mozku, např. tumor nebo cévní malformace. Při tomto typu výkonu se odstraňuje léze a různý rozsah okolní mozkové tkáně (někdy proto hovoříme o tzv. rozšířené lezionektomii).

### Kortikální resekce
Jde o odstranění kortikální a částečně i subkortikální vrstvy mozku, která nevykazuje v MRI obraze abnormní signál (jde tedy o tzv. nelezionální epilepsii). Předpokládaná epileptogenní zóna je v těchto případech identifikovaná na základě výsledků ostatních předoperačních vyšetření.

### Mnohočetné subpiální transekce
Jde o paliativní diskoneční metodu. Výkon je indikován v případě, kdy epileptogenní zóna zasahuje do elokventních oblastí. Během zákroku se speciální disektorem provádí řada paralelních subpiální řezů kolmo na dlouhou osu hlubokých mozkových závitů. Tyto řezy jsou 4 – 5 mm hluboké a přetínají horizontální vlákna kortikálních vrstem při současném zachování vláken vertikálních. Výkon se většinou kombinuje s resekčním výkonem a může se po něm objevit zhoršení neurologického stavu, který se většinou později upraví.

### Kalosotomie
Kalosotomie neboli protětí corpus callosum (kalózního tělesa) patří mezi diskonekční paliativní epileptochirurgické metody. Provádí se buď mikrochirurgicky, a nebo stereotakticky. Podle rozsahu se rozlišuje totální kalosotomie nebo částečná (zpravidla předních partií corpus callosum). Při přední (částečné) kalosotomii je indikována protětí větší části truncu a genu corporis callosi postihující zhruba 2/3 – ¾ délky. V některých případech se nejprve provádí částečná kalosotomie a dle efektu v druhé době její rozšíření. Výkon je určen při prokázané farmakorezistenci a v případě, že nelze ani pokročilými diagnostickými metodami určit epileptogenní zónu (a tudíž provést kurativní resekční výkon). Používá se u pacientů s generalizovanými nebo rychle se generalizujícími záchvaty, nejlepší výsledky jsou popisovány u pacientů s atonickými záchvat (drop attacks). Vhodní kandidáti této operační léčby by měli mít na EEG bilaterálně synchronní epileptiformní výboje. Cílem výkonu je zabránit bilaterální synchronizaci epileptiformní aktivity. Kalosotomie nejvíce působí na záchvaty generalizované tonické nebo atonické (např. u Lennox – Gastautův syndrom), může se jednat i o paroxysmy ložiskového původu s rychlou sekundární generalizací.

### Hemisferektomie
Hemisferektomie je resekčně-diskoneční epileptochirurgický výkon. Je indikována u dětí a adolescentů s farmakorezistentní epilepsií při rozsáhlých lézích jedné hemisféry. Dříve se prováděly tzv. anatomické hemisferektomie, při kterých se odstraňovala celá hemisféra kromě bazálních ganglií a thalamu. Tato technika byla prakticky opuštěna kvůli pooperačních komplikacím. V současné době se na většině pracovišť provádí tzv. funkční hemisferektomie, navržená původně Rasmussenem. Klasická metoda zahrnuje resekci pericentrálních oblastí, inzuly a spánkového laloku, kalosotomii a diskreci zbylé části hemisféry frontálně a parietookcpitálně. Cévní zásobení hemisféry přitom zůstává zachované. Nověji se uplatňují i různé modifikace funkční hemisferektomie, většinou s menším rozsahem pericentrální resekce. Operace je indikovaná v dětském věku či adolescenci u farmakorezistentních pacientů při rozsáhlé lézi jedné hemisféry – např. vrozené vývojové vady (polymikrogyrie, hemimegalencefalie…), ale i poruchy s progresivním průběhem – např. Rasmussenova encefalitida nebo Sturge – Weberův syndrom. Poškozená hemisféry je dysfunkční, postižené děti mívají již před operací různý neurologický deficit (hemiparézu, hemianopsii, kognitivní deficit).

### Vagový nervový stimulátor
Dlouhodobá stimulace nervus vagus (vagus nerve stimulation - VNS) tvoří součást chirurgické léčby farmakorezistentních pacientů. VNS patří mezi paliativní metody, je indikovaná v případě nemožnosti provedení kurativního epileptochirurgického výkonu. Cílem je snížení četnosti nebo významnosti záchvatů. V České republice se používá v léčbě farmakorezistentních fokálních i generalizovaných epilepsií. V USA se používá v léčbě fokálních epilepsií a na léčbu rezistentní deprese. Principem je přímá elektrická stimulace n. vagus připojenou bipolární elektrodou, která je napojena na generátor, který je uložen subkutánně v podkličkové krajině. Metoda byla zavedena do praxe v druhé polovině devadesátých let. Předpokládaný mechanismus účinku spočívá v ovlivnění krevního průtoku a metabolismu, ačkoliv se o přesném působení vedou stále diskuze. Po implantaci VNS specializovaný lékař nastavuje stimulační parametry systému (výstupní intenzita, šířka stimulačních pulzů, frekvence). Kromě toho je možná extrastimulace magnetem – přiložením a následným oddálením silného magnetu je spuštěn předem definovaná krátká stimulace. U některých pacientů může tato extrastimulace zabránit dalšímu rozvoji záchvatu.

### Hluboká mozková stimulace
Nebo také anglicky deep brain stimulation (DBS) je léčebnou metodou u pacientů s farmakorezistentní epilepsií, u kterých nemůže být proveden kurativní epileptochirurgický zákrok. Zahrnuje implantaci elektrod do specifických oblastí mozku (nucleus anterior thalami bilaterálně - přední jádro thalamu oboustranně). Cílem této metody je potlačení nadbytečné elektrické aktivity mozku aplikováním pravidelných elektrických impulzů, což vede k snížení a tíže záchvatů. Efekt DBS není bezprostřední a může se projevit i za 2 roky od implantace. Pacient většinou dále užívá antiepileptickou medikaci. Projev může být patrný i do dvou let od operace. Účinnost DBS byla prokázána dr. Fisherem et al. v r. 2010.

### Responsive neurostimulation
Responsive neurostimulation je stimulační systém, jehož činnost je spuštěna při vyhodnocení získaného signálu jako počátek iktální elektrické aktivity. Tyto informace jsou detekovány intrakraniálně uloženými hlubokými nebo subdurálními elektrodami. Generátorem proudu je plochá baterie implantovaná do lebeční kosti. Antiepileptický efekt je podle publikovaných výsledků podobný efektům VNS a DBS.